# Тенісний центр Сеульського олімпійського парку
Тенісний центр Олімпійського парку Сеула — тенісний майданчик у Сеулі, Південна Корея, розташований в Олімпійському парку. Він приймав тенісні змагання на Літніх Олімпійських іграх 1988 року і був місцем проведення кількох матчів збірної Південної Кореї на Кубок Девіса та Південної Кореї на Кубок Федерації. Наразі центр приймає Відкритий чемпіонат Кореї з тенісу Hansol. Головний стадіон вміщує 10 000 глядачів. Корт № 1 вміщує 3 500, а інші 12 кортів — по 900 осіб.